# Ego (spelmotor)
Ego Game Technology Engine är en spelmotor utvecklad av datorspelsutvecklaren Codemasters. Ego är ursprungligen en modifierad version av spelmotorn Neon som användes i spelet Colin McRae: Dirt från 2007, som skapades av Codemasters tillsammans med Sony Computer Entertainment med deras motor PhyreEngine.

## Spel som använder Ego-motorn
| Spel                                | Utgivet |  |
| ----------------------------------- | ------- |  |
| Colin McRae: Dirt                   | 2007    |  |
| Race Driver: Grid                   | 2008    |  |
| Colin McRae: Dirt 2                 | 2009    |  |
| F1 2009                             | 2009    |  |
| Operation Flashpoint: Dragon Rising | 2009    |  |
| F1 2010                             | 2010    |  |
| Operation Flashpoint: Red River     | 2011    |  |
| Dirt 3                              | 2011    |  |
| Bodycount                           | 2011    |  |
| F1 2011                             | 2011    |  |
| Dirt: Showdown                      | 2012    |  |
| F1 2012                             | 2012    |  |
| F1 Race Stars                       | 2012    |  |
| Grid 2                              | 2013    |  |
| F1 2013                             | 2013    |  |
| Grid Autosport                      | 2014    |  |
| F1 2014                             | 2014    |  |
| Dirt Rally                          | 2015    |  |
| F1 2015                             | 2015    |  |
| F1 2016                             | 2016    |  |
| Dirt 4                              | 2017    |  |
| F1 2017                             | 2017    |  |
| F1 2018                             | 2018    |  |
| Dirt Rally 2.0                      | 2019    |  |
| F1 2019                             | 2019    |  |
| Grid                                | 2019    |  |
| F1 2020                             | 2020    |  |
| F1 2021                             | 2021    |  |
| F1 22                               | 2022    |  |